# Плещеево (Гаврилов-Ямский район)
Плещеево — село в Гаврилов-Ямском районе Ярославской области России. Входит в состав Плотинского сельского округа Великосельского сельского поселения.

## География
Село находится в юго-восточной части области, в зоне хвойно-широколиственных лесов, на правом берегу реки Туровки, при автодороге 78Н-0165, на расстоянии примерно 5 километров (по прямой) к западу-северо-западу от города Гаврилов-Ям, административного центра района. Абсолютная высота — 127 метров над уровнем моря.

### Климат
Климат характеризуется как умеренно континентальный, с умеренно холодной зимой и относительно тёплым летом. Среднегодовая температура воздуха — 3 — 3,5 °C. Средняя температура воздуха самого холодного месяца (января) — −13,3 °C; самого тёплого месяца (июля) — 18 °C. Вегетационный период длится около 165—170 дней. Годовое количество атмосферных осадков составляет 500—600 мм, из которых большая часть выпадает в тёплый период.

### Часовой пояс
Плещеево, как и вся Ярославская область, находится в часовой зоне МСК (московское время). Смещение применяемого времени относительно UTC составляет +3:00.

## История

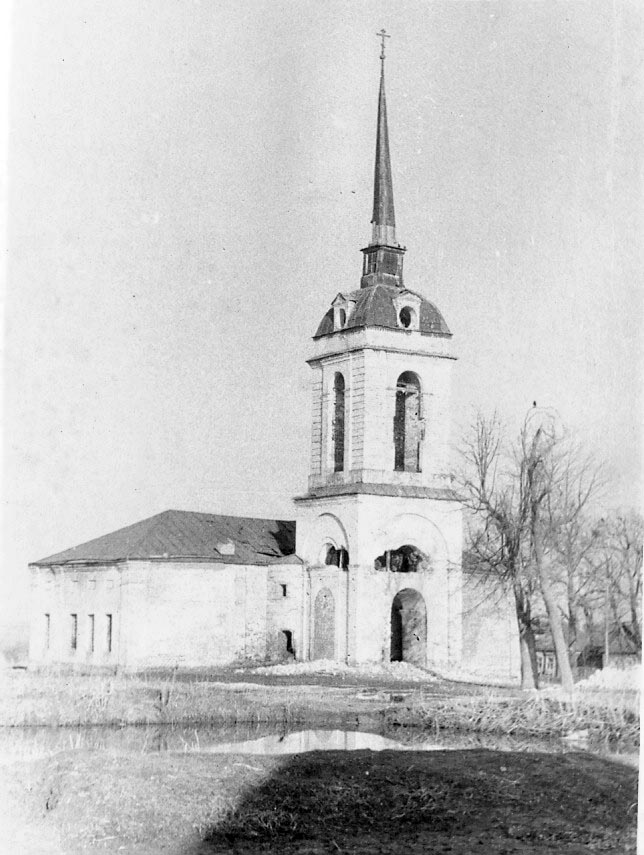
Церковь Архангела Михаила

В 18-м веке селом владел князь Николай Иванович Репнин. Позднее, в 1785-м году село перешло коллежскому советнику, Ивану Саввичу Яковлеву. На тот момент в Плещееве было 1120 человек, и ещё 367 человек - на Плещеевской бумажной фабрике. Эту фабрику у Яковлевых в 1821-м году выкупает Николай Сергеевич Гагарин. Сразу после получения фабрики в своё владение, Гагарин открывает в селе больницу, однако, уже через 6 лет приказывает её закрыть. Николай Сергеевич гибнет в своём имении - его убивает лесник. В последующем сын Николая Сергеевича, вступив во владение фабрикой, впервые устанавливает пенсии для старых рабочих. Пенсионеров было всего 4 из-за тяжёлых условий труда. Кроме того, Гагарин проводит масштабную реконструкцию фабрики. Её продукция - бумага, закупается Московским Университетом. Однако, сам владелец редко приезжал в село, делами ведал его управляющий. Он обложил крестьян массой поборов, заставлял их работать в выходные и праздники, что ухудшало и без того тяжкие условия труда. В результате в 1826-м году в селе произошёл бунт - крестьяне отказались работать. Перед этим они обращались к губернатору за помощью, но в ответ получили лишь угрозу новых наказаний от управляющего. После этого крестьяне отправили ходоков к Императору Николаю Первому. Ими стали: Степан Гусев, Дмитрий Козлов, Ефим Шешнин, Иван Смуров, Иван Заплатин. Бунт подавлялся силой - в деревню были введены военные. Зачинщика (Ивана Дмитриева) и участников бунта высекли плетьми в Ярославле на глазах односельчан, часть бунтовщиков сослали в Сибирь. Всего было осуждено 213 человек. Фабрика продолжила работать. Она выпускала разные виды бумаги: 
-машинную почтовую белую;
-машинную почтовую синеватую;
-голландскую - белую и синюю;
-александрийскую;
-газетную;
-типографскую.
Эта бумага из года в год принимала участие в столичной и московской выставках, где удостаивалась высоких оценок. В 1851-м году фабрика состояла из 18 корпусов, 8 из которых были каменными. При ней же открылся кирпичный завод на 4 сарая. В тот период на фабрике работал 591 человек. В 1880-м году мануфактура прекратила свою работу.
Каменная церковь в селе построена в 1811 году на средства прихожан, престолов в ней было три: Архистратига Михаила, Живоначальной Троицы и Святителя и Чудотворца Николая. При храме работали мужская и женская церковно-приходские школы. В 1887 году иконостас храма позолотили, крышу покрыли железом. В храме имелась наружная и внутренняя настенная роспись. Закрыт 08.05.1941 года. В советское время в церкви работал сельский клуб.
Несмотря на наличие только православной церкви, в селе проживали старообрядцы-федосеевцы. В 1892-м году их насчитывалось 18 человек (3 мужчины и 15 женщин).
В конце XIX — начале XX века село входило в состав Великосельской волости Ярославского уезда Ярославской губернии.
В 1900 году в селе земским врачом М.Ф.Боровиком были открыты ясли.
Революцию в селе встретили непросто: в 1918 году при сборе "излишков" картофеля крестьяне Плещеева оказали вооружённое сопротивление. Однако, позже, в 1930-м году в селе возник колхоз "Новый Путь". В него вошли 14 крестьянских хозяйств, в том числе, хозяйство К.С.Корнева.
С 1929 года село являлось центром Плещеевского сельсовета Гаврилов-Ямском районе, с 1954 года — в составе Плотинского сельсовета, с 2005 года — в составе Великосельского сельского поселения.

## Население
| 1859 | 1914 | 2007 | 2010 |
| ---- | ---- | ---- | ---- |
| 199  | ↗287 | ↗317 | ↘267 |

### Национальный состав
Согласно результатам переписи 2002 года, в национальной структуре населения русские составляли 95 % из 267 чел.